# Султан ибн Турки Аль Сауд
Султа́н ибн Турки́ Аль Сау́д (араб. سلطان بن تركي الثاني بن عبد العزيز آل سعود‎; май 1968, Эр-Рияд) — саудовский принц и оппозиционный деятель, чья судьба неизвестна.

## Биография

### Происхождение
Султан ибн Турки Аль Сауд родился в мае 1968 года в семье принца Турки II ибн Абдул-Азиза Аль Сауда и его жены Нуры бинт Абдуллы Аль Сауд, дочери принца Абдаллы ибн Абдуррахмана Аль Сауда.

### Похищения и дальнейшая судьба
Принц Султан ибн Турки проживал в Женеве (Швейцария), из которой в июне 2003 года был похищен и увезён в Саудовскую Аравию. Причиной этого стало то, что в 2002 году принц обвинял министерства обороны и внутренних дел в коррупции. В мае 2003 года принц пообещал провести в Женеве публичный семинар, на котором пообещал раскрыть масштаб коррупции в министерстве обороны страны. По словам принца, его похищение произошло после встречи с двоюродным братом Абдул-Азизом ибн Фахдом Аль Саудом и Салихом Аль аш-Шейхом. 
После встречи на него напали пятеро мужчин в масках и ввели ему наркотики, после чего он потерял сознание. Затем его посадили в Boeing 747, который уже был подготовлен в аэропорту Женевы для отправки принца на родину. Принц говорил, что затем у него возникли медицинские осложнения и он находился в критическом состоянии. После выздоровления принца заключили под стражу в тюрьму Аль-Хайр, где он находился в течение нескольких месяцев. Затем ему разрешили вернуться домой, но при этом принц Султан был помещён под домашний арест.
В конце 2010 года принц Султан сбежал из под стражи и затем проживал в Париже. В феврале 2016 года принц Султан и его свита в числе 20 человек летели на самолёте, который должен был приземлиться в Каире. Однако самолёт отправился в Эр-Рияд, где принц Султан и его друзья были задержаны в аэропорту и его друзья стали говорить, что принца вывезли на родину против его воли. Спустя три дня часть свиты принца, многие из которых были иностранцами отпустили, но при этом им пришлось подписать документы на арабском языке, который они не понимали.